# Carandaí (ort)
Carandaí är en ort i Brasilien.   Den ligger i kommunen Carandaí och delstaten Minas Gerais, i den sydöstra delen av landet, 700 km sydost om huvudstaden Brasília. Carandaí ligger 1 096 meter över havet och antalet invånare är 16 657.
Terrängen runt Carandaí är platt åt sydväst, men åt nordost är den kuperad. Det finns inga andra samhällen i närheten.
Omgivningarna runt Carandaí är huvudsakligen savann. Runt Carandaí är det ganska glesbefolkat, med 21 invånare per kvadratkilometer.